# Serguei Balassanian
Serguei Balassanian   (Aşgabat, 26 d'agost de 1902 - Moscou, 3 de juny de 1982) Sergey Artemevich Balasanyan va ser un compositor armeni del Tadjikistan. Artista popular de la RSS de Tadjikistan (1957), Treballador Honorat de les Arts de la RSS de Tadjikistan (1939), Treballador Honorable de les Arts de la RSFSR (1963), Artista Popular de la RSFSR (1978).

## Biografia
Llicenciat al departament de notícies radiofòniques de la Facultat d'Història i Teoria del Conservatori que porta el nom de P.Txaikovski (Moscou, 1935). El 1936, va ser convidat a la república per l'Administració d'Art de Tadjikistan. Sergey Balasanyan fou el primer president del Comitè de la RSS de Tadjikistan (1936-1943). El 1949-1953 va ser el cap adjunt de la Comissió de Notícies de Ràdio, 1953-1954 va ser el cap adjunt de la Direcció Principal de Notícies de Ràdio, i des de 1964 va ser el secretari de l'IC de la RSFSR. També es va dedicar a activitats pedagògiques: des de 1965 va ser pedagog i professor, de 1962 a 1971, tenint com un dels alumnes destacats en Gennadij I Banscikov. També va ser el cap del departament de composició del Conservatori de Moscou.

## Creativitat
És un dels fundadors del teatre musical tadjik i autor de la primera òpera tadjik - Shurishi Vose (llibret d'Abdusalom Dehoti i Mirzo Tursunzoda, 1939). Les seves òperes Коваи оҳангар (amb Sh. Bobokalonov, 1941), Бахтиёр ва Нисо (1954), el drama musical "Лола" (amb S. Yu. Urbach, 1939), el ballet Лайлӣ ва Маҷнун (editat 1 - 1947 Premi Estatal de l'URSS, 2a edició - 1964 Teatre Estatal d'Òpera i Ballet de l'URSS. Estan escenificats. Hi ha molta acció, lletres elegants i una gran sinceritat en la música de ballet. Balasanyan va rebre el Premi Estatal de l'URSS pel ballet Лайлӣ ва Маҷнун (1949). B. va crear una sèrie d'obres simfòniques utilitzant el folklore musical tadjik, afganès i armeni (Suite simfònica "Pamir"-1944, Сюитаи тоҷикӣ -1948, Ҳафт суруди арманӣ (Set cançons armenies) -1955, Сюитаи афғонӣ -1956). Aquestes obres destaquen des del punt de vista del llenguatge musical i des del punt de vista de la forma, el domini de la instrumentació orquestral del compositor és ben visible.
El 1961, Balasanyan va completar el ballet "Shakuntala" basat en el drama de Kalidas (a. V), i el 1970 va rebre el premi Jawaharlal Nehru pel ballet "Shakuntala". A la dècada de 1970, Balasanyan va crear més obres en els gèneres de la música simfònica, vocal-simfònica i coral. Destaquen els poemes d'Eduardas Mezhelaitis i Rabindranath Tagore. Així mateix, és autor d'obres per a orquestra simfònica i solista, 4 suites (tadjik, pomerània, ballet, afganès), 100 improvisacions per a piano, cançons, romanços, música per a representacions dramàtiques, pel·lícules, etc. és Des de 1965, Balasanyan va ser professor al Conservatori Estatal de Moscou que porta el nom de P. Txaikovski i va fer una gran contribució a la formació de compositors per al Tadjikistan. L'obra de Sergey Balasanyan és molt significativa i rica en melodies populars dels pobles d'Orient. Sergey Balasanyan és un dels compositors que va descriure la vida pacífica, l'amistat dels pobles i la pau i la seguretat com a vertadera i instructiva.

## Premis
Guanyador del premi Jawaharlal Nehru (1969). Ha estat guardonat amb 3 ordres de la Bandera Vermella del Treball i 2 ordres d'"Honor".